# Hala Wa’il Imbabi Ahmad
Hala Wa’il Imbabi Ahmad (arab. هاله وائل إمبابي أحمد; ur. 1 marca 2001) – egipska zapaśniczka walcząca w stylu wolnym. Mistrzyni Afryki w 2019. Mistrzyni Afryki juniorów w 2019 roku. Zdobyła brązowy medal na igrzyskach afrykańskich w 2019, ale została zdyskwalifikowana za doping. 